# Campeonato Mundial de Voleibol Feminino de 1978
O Campeonato Mundial de Voleibol Feminino de 1978 foi a oitava edição do torneio organizado pela Federação Internacional de Voleibol (FIVB). Foi realizado na União Soviética de 25 de agosto a 7 de setembro de 1978.
Cuba, de forma invicta, sagrou-se pela primeira vez campeã mundial. As japonesas, novamente defendendo o título, ficaram com a prata e as anfitriãs, com o bronze.

## Times
| Grupo A - Bulgária - República Dominicana - União Soviética | Grupo B - Itália - Japão - Tunísia - Estados Unidos | Grupo C - Brasil - Canadá - Coreia do Sul - Alemanha Ocidental |

| Grupo D - Bélgica - Tchecoslováquia - Alemanha Oriental - México | Grupo E - China - Finlândia - Hungria - Polónia | Grupo F - Cuba - Países Baixos - Peru - Iugoslávia |

## Fase Final

### Classificação 21º ao 23º lugar
|  | 21º-23º lugar                      | 21º-23º lugar                      |   |                                    | 21º lugar                          | 21º lugar |  |
|  |                                    |                                    |   |                                    |                                    |           |  |
|  | 4 de setembro de 1978 – Leningrado |                                    |   |                                    |                                    |           |  |
|  | Finlândia                          | 3                                  |   |                                    |                                    |           |  |
|  | Tunísia                            | 0                                  |   |                                    |                                    |           |  |
|  |                                    |                                    |   |                                    |                                    |           |  |
|  |                                    |                                    |   |                                    | 6 de setembro de 1978 – Leningrado |           |  |
|  |                                    |                                    |   |                                    | Finlândia                          | 3         |  |
|  |                                    | Bélgica                            | 2 |                                    |                                    |           |  |
|  |                                    |                                    |   |                                    |                                    |           |  |
|  |                                    |                                    |   |                                    |                                    |           |  |
|  |                                    |                                    |   |                                    | 23º lugar                          |           |  |
|  | 4 de setembro de 1978 – Leningrado | 4 de setembro de 1978 – Leningrado |   | 6 de setembro de 1978 – Leningrado | 6 de setembro de 1978 – Leningrado |           |  |
|  | Bélgica                            | –                                  |   | Tunísia                            | –                                  |           |  |
|  | Sem Oponente                       | –                                  |   |                                    | Sem Oponente                       | –         |  |

### Classificação 17º ao 20º lugar
|  | 17º-20º lugar                      | 17º-20º lugar                      |   |                                    | 17º lugar                          | 17º lugar |  |
|  |                                    |                                    |   |                                    |                                    |           |  |
|  | 4 de setembro de 1978 – Leningrado |                                    |   |                                    |                                    |           |  |
|  | Alemanha Ocidental                 | 3                                  |   |                                    |                                    |           |  |
|  | Itália                             | 1                                  |   |                                    |                                    |           |  |
|  |                                    |                                    |   |                                    |                                    |           |  |
|  |                                    |                                    |   |                                    | 6 de setembro de 1978 – Leningrado |           |  |
|  |                                    |                                    |   |                                    | Alemanha Ocidental                 | 1         |  |
|  |                                    | Países Baixos                      | 3 |                                    |                                    |           |  |
|  |                                    |                                    |   |                                    |                                    |           |  |
|  |                                    |                                    |   |                                    |                                    |           |  |
|  |                                    |                                    |   |                                    | 19º lugar                          |           |  |
|  | 4 de setembro de 1978 – Leningrado | 4 de setembro de 1978 – Leningrado |   | 6 de setembro de 1978 – Leningrado | 6 de setembro de 1978 – Leningrado |           |  |
|  | Países Baixos                      | 3                                  |   | Itália                             | 2                                  |           |  |
|  | República Dominicana               | 1                                  |   |                                    | República Dominicana               | 3         |  |

### Classificação 13º ao 16º lugar
|  | 13º-16º lugar                      | 13º-16º lugar                      |   |                                    | 13º lugar                          | 13º lugar |  |
|  |                                    |                                    |   |                                    |                                    |           |  |
|  | 4 de setembro de 1978 – Leningrado |                                    |   |                                    |                                    |           |  |
|  | Canadá                             | 3                                  |   |                                    |                                    |           |  |
|  | México                             | 0                                  |   |                                    |                                    |           |  |
|  |                                    |                                    |   |                                    |                                    |           |  |
|  |                                    |                                    |   |                                    | 6 de setembro de 1978 – Leningrado |           |  |
|  |                                    |                                    |   |                                    | Canadá                             | 0         |  |
|  |                                    | Hungria                            | 3 |                                    |                                    |           |  |
|  |                                    |                                    |   |                                    |                                    |           |  |
|  |                                    |                                    |   |                                    |                                    |           |  |
|  |                                    |                                    |   |                                    | 15º lugar                          |           |  |
|  | 4 de setembro de 1978 – Leningrado | 4 de setembro de 1978 – Leningrado |   | 6 de setembro de 1978 – Leningrado | 6 de setembro de 1978 – Leningrado |           |  |
|  | Hungria                            | 3                                  |   | México                             | 3                                  |           |  |
|  | Iugoslávia                         | 0                                  |   |                                    | Iugoslávia                         | 0         |  |

### Classificação 9º ao 12º lugar
|  | 9º-12º lugar                       | 9º-12º lugar                       |   |                                    | 9º lugar                           | 9º lugar |  |
|  |                                    |                                    |   |                                    |                                    |          |  |
|  | 4 de setembro de 1978 – Leningrado |                                    |   |                                    |                                    |          |  |
|  | Peru                               | 3                                  |   |                                    |                                    |          |  |
|  | Polónia                            | 0                                  |   |                                    |                                    |          |  |
|  |                                    |                                    |   |                                    |                                    |          |  |
|  |                                    |                                    |   |                                    | 6 de setembro de 1978 – Leningrado |          |  |
|  |                                    |                                    |   |                                    | Peru                               | 2        |  |
|  |                                    | Bulgária                           | 3 |                                    |                                    |          |  |
|  |                                    |                                    |   |                                    |                                    |          |  |
|  |                                    |                                    |   |                                    |                                    |          |  |
|  |                                    |                                    |   |                                    | 11º lugar                          |          |  |
|  | 4 de setembro de 1978 – Leningrado | 4 de setembro de 1978 – Leningrado |   | 6 de setembro de 1978 – Leningrado | 6 de setembro de 1978 – Leningrado |          |  |
|  | Bulgária                           | 3                                  |   | Polónia                            | 3                                  |          |  |
|  | Tchecoslováquia                    | 2                                  |   |                                    | Tchecoslováquia                    | 2        |  |

### Classificação 5º a 8º
|  | 5º-8º lugar                        | 5º-8º lugar                        |   |                                    | 5º lugar                           | 5º lugar |  |
|  |                                    |                                    |   |                                    |                                    |          |  |
|  | 4 de setembro de 1978 – Leningrado |                                    |   |                                    |                                    |          |  |
|  | Estados Unidos                     | 3                                  |   |                                    |                                    |          |  |
|  | Brasil                             | 0                                  |   |                                    |                                    |          |  |
|  |                                    |                                    |   |                                    |                                    |          |  |
|  |                                    |                                    |   |                                    | 6 de setembro de 1978 – Leningrado |          |  |
|  |                                    |                                    |   |                                    | Estados Unidos                     | 3        |  |
|  |                                    | China                              | 0 |                                    |                                    |          |  |
|  |                                    |                                    |   |                                    |                                    |          |  |
|  |                                    |                                    |   |                                    |                                    |          |  |
|  |                                    |                                    |   |                                    | 7º lugar                           |          |  |
|  | 4 de setembro de 1978 – Leningrado | 4 de setembro de 1978 – Leningrado |   | 6 de setembro de 1978 – Leningrado | 6 de setembro de 1978 – Leningrado |          |  |
|  | China                              | 3                                  |   | Brasil                             | 3                                  |          |  |
|  | Alemanha Oriental                  | 2                                  |   |                                    | Alemanha Oriental                  | 2        |  |

|  | Semi-finais                        | Semi-finais                        |   |                                    | Final                              | Final |  |
|  |                                    |                                    |   |                                    |                                    |       |  |
|  | 4 de setembro de 1978 – Leningrado |                                    |   |                                    |                                    |       |  |
|  | Japão                              | 3                                  |   |                                    |                                    |       |  |
|  | Coreia do Sul                      | 1                                  |   |                                    |                                    |       |  |
|  |                                    |                                    |   |                                    |                                    |       |  |
|  |                                    |                                    |   |                                    | 6 de setembro de 1978 – Leningrado |       |  |
|  |                                    |                                    |   |                                    | Japão                              | 0     |  |
|  |                                    | Cuba                               | 3 |                                    |                                    |       |  |
|  |                                    |                                    |   |                                    |                                    |       |  |
|  |                                    |                                    |   |                                    |                                    |       |  |
|  |                                    |                                    |   |                                    | 3º lugar                           |       |  |
|  | 4 de setembro de 1978 – Leningrado | 4 de setembro de 1978 – Leningrado |   | 6 de setembro de 1978 – Leningrado | 6 de setembro de 1978 – Leningrado |       |  |
|  | Cuba                               | 3                                  |   | Coreia do Sul                      | 1                                  |       |  |
|  | União Soviética                    | 1                                  |   |                                    | União Soviética                    | 3     |  |

## Classificação Final
| 1. Cuba 2. Japão 3. União Soviética 4. Coreia do Sul 5. Estados Unidos 6. China 7. Brasil 8. Alemanha Oriental 9. Bulgária 10. Peru 11. Polónia 12. Tchecoslováquia 13. Hungria 14. Canadá 15. México 16. Iugoslávia 17. Países Baixos 18. Alemanha Ocidental 19. República Dominicana 20. Itália 21. Finlândia 22. Bélgica 23. Tunísia \| Campeonato Mundial de Voleibol Feminino de 1978 \| \| Campeão \| \| ----------------------------------------------- \| \| Cuba 1º Título \| Elenco Nelly Barnet, Ana Díaz, Erenia Díaz, Ana María García, Mavis Guilarte, Libertad González, Sirenia Martínez, Mercedes Pérez, Mercedes Pomares, Imilsis Téllez, e Lucila Urgelles. |
| Campeonato Mundial de Voleibol Feminino de 1978 |
| Campeão |
| |
| Cuba 1º Título |